# Hội chứng Frey
Hội chứng Frey (thuật ngữ tiếng Anh: Frey's syndrome) hay là vã mồ hôi vị giác (Gustatory Sweating and Flushing), còn có tên là hội chứng tai thái dương (Auriculotemporal syndrome) được Baillarger mô tả lần đầu tiên vào năm 1853,một số sách thì ghi nhận rằng hội chứng Frey là do Duphenix mô tả lần đầu tiên vào năm 1757, và đến năm 1923 Lucie Frey mới mô tả đầy đủ và chi tiết hội chứng này trên bệnh nhân tổn thương tuyến mang tai do đạn và nhiễm trùng.

## Lâm sàng
Hội chứng Frey được đặc trưng bởi vã mồ hôi,mặt đỏ và ấm lên ở vùng chi phối của nhánh thần kinh tai thái dương khi có sự kích thích tuyến nước bọt như ngửi, nếm, nhai thức ăn. Hội chứng này thường xảy ra sau abscess tuyến mang tai, chấn thương hay phẫu thuật tuyến mang tai, phẫu thuật khác (phẫu thuật hàm dưới) có làm mở bao tuyến mang tai.

## Cơ chế
Nó xảy ra do kết quả của sự tổn thương các sợi thần kinh tự chủ chi phối cho tuyến mang tai và các tuyến mồ hôi nằm trên tuyến mang tai. Trong quá trình lành thương, các sợi vận tiết đối giao cảm tới tuyến mang tai tái sinh sai hướng vào trong bao các sợi vận tiết giao cảm của các tuyến mồ hôi và các sợi vận mạch của vùng da mặt thiết lập nên một đường dẫn truyền thần kinh đến tuyến mồ hôi và hệ mạch máu vùng da mặt.